# Nemorilla aquila
Nemorilla aquila là một loài ruồi trong họ Tachinidae.